# Storia dell'islam nell'Italia medievale
La storia dell'Islam in Italia va iscritta all'interno dell'espansionismo verso l'Europa dei potentati musulmani maghrebini a partire dal VII secolo. Rispetto alla penisola iberica, la presenza musulmana sulla penisola italiana è stata effimera, al contrario invece il controllo sulla Sicilia è stato stabile dal 965 fino al 1061, inoltre le incursioni, per pirateria, guerra di corsa e invasione, sono continuate fino al XVI secolo per opera dei Saraceni.

## Il contesto politico economico

Mappa dell'Italia bizantina e longobarda.

Nell'VIII secolo gli emiri arabi, che avevano conquistato già il Nordafrica e la penisola iberica, ebbero una battuta d'arresto al loro espansionismo con la Battaglia di Poitiers (732) e rivolsero maggiore attenzione all'Italia. Essi avevano oramai strappato il controllo del Mediterraneo ai bizantini e le coste italiane erano facile preda, vi era, inoltre, la strategica opportunità di conquistare Roma.
Nell'Europa occidentale il periodo di instabilità politica e mancanza di risorse, causa e conseguenza della caduta dell'Impero romano d'Occidente, non si era ancora spento; l'Impero romano d'Oriente subiva i contraccolpi del veloce espansionismo dei secoli passati; gli arabi invece godevano di maggiori disponibilità di risorse provenienti da Oriente. Gli attacchi all'Italia meridionale seguirono la stessa strategia attuata altrove, con incursioni a scopo di saccheggio e rapimento sulle coste e la successiva occupazione o la fondazione di centri costieri da utilizzare per la penetrazione verso l'interno.
Sin dalla conquista dell'attuale Tunisia nel VII secolo, fu allestito presso Tunisi un cantiere navale allo scopo di contrastare e soppiantare la flotta militare e commerciale bizantina. Di pari passo inizia l'attività corsara dei saraceni sulle coste italiane a scopo di saccheggio e rapimento: tra gli stimoli a questa attività vi era anche la necessità di schiavi per i cantieri. Spedizioni regolari, ma non a scopo di occupazione, si ebbero in Sicilia e Sardegna per tutto l'VIII secolo. Furono le prime occupazioni temporanee a Ischia, Ponza, Lampedusa e i saccheggi di altre località strategiche a spronare Bizantini e Carolingi a dotarsi di flotte a difese delle coste italiane. Basi molto importanti per questa controffensiva, che costrinse anche gli arabi a dotare la costa africana di ribāṭ di difesa, furono Napoli, Amalfi e Gaeta, formalmente sotto l'autorità di Costantinopoli.
I rapporti commerciali tra i saraceni e i signori italiani furono per lo più sereni: bande saracene venivano utilizzate come mercenari e le loro navi commerciali erano regolarmente attraccate nei porti italiani.
La Sicilia, geograficamente quasi chiusa in un territorio controllato dagli arabi, subì per decenni attacchi e poi venne progressivamente occupata. Gli arabi attaccarono poi la penisola, fondando un emirato a Bari (durato circa 25 anni) e puntando più volte alla conquista di Roma. Alleanze militari, messe insieme con gran difficoltà, riuscirono a respingere l'invasione.

## La conquista della Sicilia e gli attacchi alla Calabria

### Primi attacchi arabi alla Sicilia (652-827)
L'opera di conquista musulmana della Sicilia e di parti dell'Italia meridionale durò 75 anni. I primi attacchi navali islamici diretti in Sicilia, regione dell'Impero romano d'Oriente, si verificarono nel 652: queste incursioni furono organizzate all'epoca in cui il futuro califfo omayyade Mu'awiya ibn Abi Sufyan era wali della Siria, da poco conquistata all'Impero bizantino, e furono condotte da Mu'awiya ibn Hudayj della tribù dei Kinda. Le razzie durarono alcuni anni; l'esarca di Ravenna Olimpio organizzò una spedizione per frenare le razzie, ma non riuscì ad impedire che gli arabi portassero via con sé un ricco bottino.
Una seconda spedizione si verificò nel 669. La spedizione era composta da 200 navi da Alessandria d'Egitto. Venne saccheggiata per un mese Siracusa, capitale dell'isola, e il territorio circostante. Completata nel VII secolo la conquista da parte degli Omayyadi dell'Ifriqiya, gli attacchi alla Sicilia a scopo di saccheggio si fecero costanti: ne avvennero nel 703, 728, 729, 730, 731; nel 733 e 734 la reazione militare bizantina fu notevole.
La prima vera spedizione per la conquista dell'isola fu lanciata nel 740: il principe musulmano Habib, che aveva partecipato all'occupazione del 728 di Siracusa, iniziò l'impresa ma fu costretto a rinunciarvi per la necessità di sedare una rivolta berbera in Tunisia. Un nuovo attacco fu portato a Siracusa nel 752.
Nell'805, il patrizio imperiale di Sicilia Costantino firmò una tregua di dieci anni con Ibrahim ibn al-Aghlab, emiro d'Ifriqiya (nome che gli invasori arabi dettero alla romana Provincia Africa), ma questo non fu un impedimento per i corsari provenienti dall'Africa e della Spagna musulmana ad attaccare ripetutamente tra l'806 e l'821 la Sardegna e la Corsica. Nell'812 il figlio di Ibrāhīm, Abd Allah I, ordinò un'invasione vigorosa della Sicilia, ma le sue navi furono prima ostacolate dall'intervento di Gaeta e Amalfi, e poi distrutte in gran parte da una tempesta. Tuttavia, essi riuscirono a conquistare l'isola di Lampedusa e, nel mar Tirreno, a depredare e devastare Ponza e Ischia. Un ulteriore accordo tra il nuovo patrizio Gregorio e l'emiro stabilì la libertà di commercio tra l'Italia meridionale e l'Ifriqiya. Dopo un ulteriore attacco di Muhammad ibn Abd Allah, cugino dell'emiro Ziyadat Allah I nell'819, sulle fonti non sono citati attacchi musulmani verso la Sicilia fino all'827.

### Occupazione della Sicilia (827–902)

L'Italia nell'anno 1000. La Sardegna in realtà non fu mai conquistata dalle armate islamiche che vennero respinte dai sardi con l'aiuto della flotta pisana, né si conoscono insediamenti musulmani stabili.

Secondo Michele Amari, il turmarca della flotta bizantina Eufemio di Messina, che s'era impadronito del potere in Sicilia con l'aiuto di vari nobili, chiese l'aiuto degli arabi nell'825 per tutelare il suo dominio sull'isola. I bizantini reagirono duramente sotto la guida di Fotino, quindi Eufemio, battuto a Siracusa, scappò in Ifriqiya. Lì trovò rifugio presso l'emiro aghlabide di Qayrawan, Ziyadat Allah I, cui chiese aiuti per realizzare uno sbarco in Sicilia e prenderne il comando.
Il 17 giugno 827 Asad ibn al-Furat sbarcò a Mazara del Vallo. L'esercito d'invasione musulmano contava su 10.000 fanti, 700 cavalieri e 100 navi, rafforzate dalla flotta di Eufemio e cavalieri a lui fedeli si aggiunsero dopo lo sbarco.
Il generale bizantino Teodoro fermò gli invasori, ma nell'830 giunsero i loro rinforzi: ben 30000 soldati dall'Africa e dall’Arabia. Palermo cadde l'11 settembre 831. In questo periodo gli arabi ebbero come alleato l'anti-bizantino Sergio I di Napoli. Nell'835 cadde in mani arabe Pantelleria e nell'843 la città di Messina. Enna e Cefalù resistettero agli attacchi per anni prima di essere rase al suolo rispettivamente nell'859 e nell'858. Subito dopo fu espugnata anche Malta. I bizantini subirono una schiacciante sconfitta presso Butera, perdendo circa 10000 uomini.
Abu l-'Abbas Muhammad I e il suo esercito continuarono l'espansione nel Mediterraneo, conquistando Taranto, Bari, ed altre città di Puglia. Nell'846 il suo esercito saccheggiò la Basilica di San Pietro in Vaticano e la Basilica di San Paolo fuori le mura, e tentò di impadronirsi di Roma e Napoli.
Nell'851 morì il governatore e generale Abu Ibrahim al-Aghlab, stimato per il buon modo di trattare i sottomessi. Gli succedette al-ʿAbbās b. Faḍl, il feroce vincitore di Butera, che lanciò una campagna di devastazione delle terre ancora in mano bizantina.
Dopo una lunga resistenza, nell'878 venne distrutta anche Siracusa, millenario centro culturale greco-romano. La popolazione della città venne completamente massacrata.
Una rivolta a Palermo contro il governatore Sawāda b. Muhammad fu presto soffocata nell'887. La morte di Basilio I il Macedone nell'886 incoraggiò i musulmani ad attaccare anche la Calabria, dove l'esercito imperiale, fu sconfitto nell'estate dell'888. Tuttavia una seconda rivolta nell'890, in gran parte generata dall'ostilità tra arabi e berberi, rallentò le operazioni di conquista e dall'Africa arrivò un nuovo contingente nel 900 guidato da Abū l-ʿAbbās ʿAbd Allāh. Questi riuscì anche a conquistare Reggio Calabria il 10 giugno 901.
Taormina riuscì a mantenere la sua indipendenza fino al 902, quando subì la stessa sorte di Siracusa. Tra il 938 ed il 940 ci furono nuove campagne verso i territori non colonizzati. La città montana di Rometta fu l'ultima a cedere nel 965.

### L'Emirato siciliano

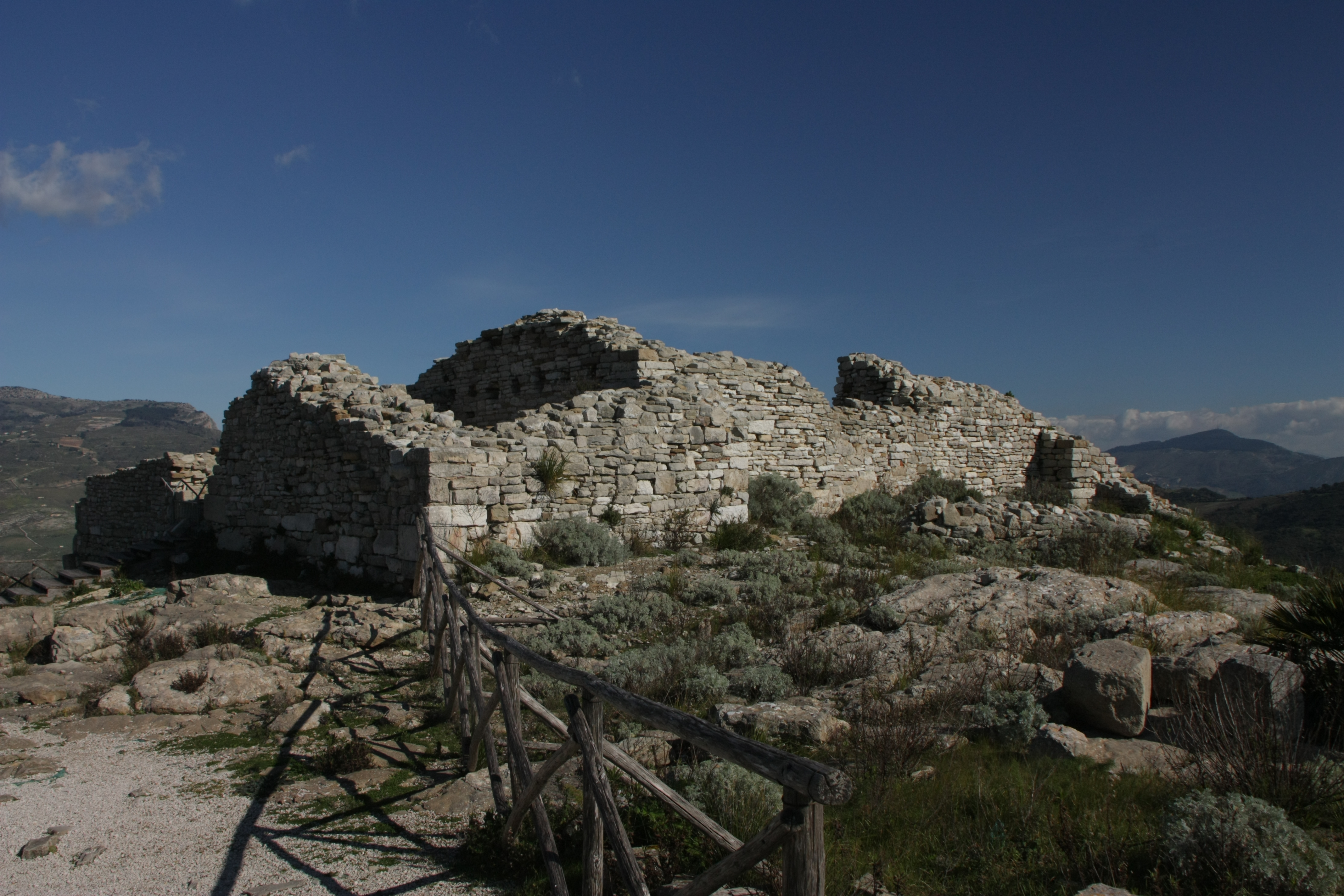
Rovine della moschea di Segesta

Non mancarono rivolte interne in Sicilia e tentativi falliti d'indipendenza dall'Ifriqiya, come quella del 941, in cui gran parte dei prigionieri furono venduti come schiavi, col governatore Khalīl che vantava di aver ucciso la fantasiosa cifra di 600 000 persone nel corso di quelle campagne.
Dopo un'ennesima rivolta, nel 948 l'Imam fatimide Ismāʿīl al-Manṣūr nominò Ḥasan al-Kalbī emiro dell'isola. La sua carica divenne presto ereditaria e lentamente il suo emirato divenne di fatto autonomo sotto i suoi discendenti dal governo fatimide, assorbito dalla conquista dell'Egitto e poi da quella, incompiuta, della Siria.
Nello scenario di discordie e di instabilità creatosi, i Bizantini tentarono nel 1038 una riconquista con Stefano, fratello dell'imperatore Michele IV il Paflagone, il generale Giorgio Maniace, alcune truppe normanne ed esuli lombardi.
La spedizione fu un insuccesso da un punto di vista strategico ma i risultati tattici conseguiti furono di grande importanza.

### Situazione sociale
La popolazione crebbe grazie all'immigrazione di musulmani provenienti da Africa, Medio-Oriente e Andalusia: essi trovavano in Sicilia una posizione privilegiata rispetto agli abitanti originari che erano costretti alla conversione per migliorare lo status sociale. Gli Aghlabidi portarono importanti riforme economiche e produttive. Palermo nel X secolo divenne la città più popolosa in Italia, con 300 000 - 350 000 abitanti.
Ai cristiani che sopravvissero alla guerra d'invasione, era concesso lo status di dhimmi. Tale status implicava degli obblighi (quasi sempre rimasti teorici) come il contrassegnare con appositi simboli i propri abiti e le proprie case e pagare tasse più alte rispetto ai musulmani (la zakat era più lieve della jizya e dell'eventuale kharāj); ai cristiani non era concesso di occupare ruoli sociali che implicassero potere sui musulmani o possedere case più alte delle loro; sul piano religioso non era concesso edificare nuove chiese, suonare le campane ed effettuare processioni, nonché leggere la Bibbia dove si poteva essere uditi da musulmani; il bere pubblicamente alcolici non era consentito. Per i cristiani poi vi era l'obbligo di alzarsi in piedi ogni qual volta un musulmano entrava in una stanza e ceder loro il passo; sul piano della difesa personale, ai cristiani non era consentito indossare armi e avere un cavallo o montare su di un mulo; sul piano delle libertà sociali, all'uomo cristiano non era consentito sposare una musulmana, mentre un uomo di fede islamica poteva liberamente sposare una cristiana. Alla donna cristiana non era consentito entrare ai bagni pubblici se vi si trovavano donne islamiche: ciò era molto umiliante in quanto, prima dell'occupazione islamica, erano le prostitute a non poter frequentare i bagni pubblici in presenza di donne di altra estrazione. A questo si aggiungevano le usuali privazioni che all'epoca un popolo occupante imponeva ad un popolo sottomesso.
Tutto ciò era del tutto teorico e quasi sempre disatteso (ma non si facevano eccezioni per il divieto per un cristiano di sposare una musulmana), a meno che non si perseguisse la precisa volontà di affliggere psicologicamente la comunità cristiana.

### La conquista normanna

Italia e Balcani nell'anno 1084.

Nel corpo di spedizione del generale Maniace aveva militato il normanno Guglielmo Braccio di Ferro che, tornato tra i suoi parenti, riferì delle meraviglie dell'isola e della possibilità di farsene un dominio a scapito dei musulmani.
Fu così che nel febbraio 1061 i Normanni guidati da Roberto il Guiscardo e, sul campo, dal fratello Ruggero, della famiglia degli Altavilla, sbarcarono a Calcara (oggi frazione di Messina) per iniziare le operazioni di conquista dell'isola. L'occupazione di Messina avvenne poco dopo e, nonostante l'arrivo di rinforzi dal Maghreb e la strenua resistenza capeggiata da Ibn ʿAbbād, la superiorità militare normanna a poco a poco s'impose in un'isola ormai preda delle contese tra i piccoli signorotti (qāʾid) musulmani.
Contribuì alla disfatta degli arabi anche la repubblica marinara di Pisa, che nel 1063 attaccò il porto di Palermo mettendo in grave difficoltà i musulmani e saccheggiando numerose navi, con un bottino che servirà anche per la costruzione della famosa cattedrale in Piazza dei Miracoli.
La Sicilia diventò normanna al termine di 30 anni di guerra, con la caduta di Noto nel 1091. Palermo cadde nel 1072, al termine di un anno intero d'assedio.

### I musulmani sotto il nuovo Regno di Sicilia
L'influenza araba sull'isola rimase profonda ancora per un secolo dopo l'arrivo dei Normanni, come descritto dal geografo arabo-spagnolo Ibn Jubayr che sbarcò sull'isola dopo il ritorno da un pellegrinaggio a la Mecca nel 1184.
Con sorpresa, Ibn Jubayr godette della calda accoglienza dei cristiani normanni. Egli fu inoltre stupito di trovare che anche i cristiani parlavano arabo, che nel governo molti funzionari erano musulmani.
L'arte e scienza araba rimasero fortemente influenti. Federico II di Svevia, re di Sicilia, agli inizi del XIII secolo, parlava correntemente in arabo ed ebbe diversi ministri musulmani. L'origine araba ancora oggi rimane in molti termini della lingua siciliana.
Una ribellione in grande scala scoppiata nel 1190 segnò l'ultimo capitolo dell'Islam in Sicilia. La questione musulmana dovette essere risolta sotto i re Hohenstaufen Enrico VI (1194-1197) e suo figlio Federico II (1197-1250).

#### L'insediamento musulmano di Lucera
Dal 1220, Federico II, al fine di ricondurre alla ragione le riottose popolazioni saracene di Sicilia, decise di trasferirle in un insediamento più gestibile: fu scelta la zona di Lucera, in Puglia; qui, nel 1239, sembra non si contassero più di dodici abitanti di religione cristiana. Nell'anno 1300, dopo che i musulmani di Lucera rifiutarono di prestargli obbedienza, Carlo II d'Angiò decise che la città dovesse essere interamente distrutta e gli abitanti musulmani massacrati. I sopravvissuti furono venduti come schiavi.

## Gli attacchi alle coste tirreniche, liguri e adriatiche
Dopo la conquista dell'intera Penisola iberica, gli arabo-berberi continuarono la loro avanzata sulla Provenza, raggiungendo Arles ed Avignone. A ricacciare i musulmani oltre il Rodano fu Carlo Martello (738) e solo nel 759 Pipino il Breve riuscì a riprendere la città di Narbona scacciando il nemico oltre i Pirenei. Nel frattempo, i musulmani riuscirono a penetrare nel Piemonte, ove, attraverso la loro base stabile a Frassineto, continuarono i loro devastanti attacchi e saccheggi.
Dall'VIII all'XI secolo, infatti, navi corsare saracene batterono regolarmente tutto il Mar Tirreno. Per tutto questo periodo colpirono con scorrerie ed incursioni le coste della Sardegna e della Corsica, ma non riuscirono a conquistarle, grazie alla resistenza degli abitanti e agli interventi pisani e genovesi.
La Sardegna infatti non era sfuggita alle scorrerie saracene e nel 1016, dopo essere stata oggetto di incursioni di corsari, l'emiro Mujāhid al-ʿĀmirī di Denya, dalle Baleari, ne tentò senza riuscirci l'occupazione. Nel 1022 altri saraceni effettuarono nuovi tentativi, sino a che nel 1052 i pisani, dopo lunghi e sanguinosi combattimenti alleati con i genovesi e con i giudicati sardi, riuscirono a cacciarli dall'isola.
Vennero depredati ripetutamente gli insediamenti della Penisola, tanto che il paesaggio si costellò di torri costiere per l'avvistamento e la segnalazione dei predoni saraceni.
Amalfi, Gaeta, Napoli e Salerno, nel corso di questo periodo, conquistarono progressivamente l'indipendenza da Bisanzio, dal Papa e l'indipendenza reciproca, difendendosi anche dai signori Longobardi: questa instabilità creò una situazione favorevole all'occupazione saracena nel Tirreno meridionale. Amalfi, Gaeta e Napoli dovettero venire spesso a patti con i saraceni per ragioni commerciali, militari e politiche.

### Le incursioni in Liguria e in Piemonte
L'invasione dei Saraceni si collega agli altri insediamenti degli Arabi, fino al X secolo presenti un po' in tutto il Piemonte centro-meridionale, quindi nel Monferrato, sui valichi alpini fino al Gran San Bernardo sul versante italiano, a Vienne su quello francese, a ventaglio sulla Riviera Ligure, provenienti essi dalla loro munitissima base di Saint-Tropez, in Provenza, dove fondarono il famoso Frassineto (identificabile con l'attuale borgo medievale di "La Garde Frainet"), loro principale insediamento, che dette nome, secondo gli storici, a tutti gli altri Frassineti e Prassinelli subalpini, a causa della presenza araba in località che assunsero conseguentemente la denominazione della matrice provenzale.
In un primo momento, le orde saracene si limitarono a sporadiche razzie nelle vallate del Piemonte attraversando i valichi alpini, ormai, a causa dell'indebolimento dell'Impero Carolingio, sguarniti di una qualsiasi forma di controllo.
In seguito, i Saraceni tentarono di applicare alle loro incursioni prive di un disegno strategico un principio di organizzazione destinato a stabilizzare definitivamente la loro presenza sul territorio delle vallate piemontesi, dando luogo alla fondazione di alcuni insediamenti, imponendo tributi alle popolazioni locali, ormai prive di un riferimento statuale, e vessandole con soprusi d'ogni sorta.
Dopo aver occupato la costa almeno fino all'odierno confine italo-francese, i Saraceni valicarono le Alpi Marittime, giungendo nella provincia di Cuneo attraverso tre vie:
- dal colle di Tenda, ove giungeva un'antica via romana, che apriva un comodo passaggio alla val Vermenagna.
- risalendo la val Roia entravano alla Giandola, sbucando nel punto di congiunzione fra le valli Roia e Rio Freddo. Risalivano quindi il Rio Freddo fino al Colle dei Signori, da cui potevano scendere nella sottostante val Pesio.
- dalla pianura di Albenga e Porto Maurizio, risalendo le valli Arroscia e Impero, che arrivano sino al colle di Nava, dal quale potevano poi scendere in pianura attraverso la val Tanaro o la valle Ellero o la val Maudagna.

In seguito, occuparono un vasto tratto montuoso tra il col di Tenda, il Marguareis e la Bisalta, per assicurarsi il ritorno a Frassineto.
Tuttora, lungo tutta l'alta valle Tanaro, sono visibili innumerevoli torri saracene. Gli islamici giunsero anche a controllare i passi alpini e ad imporre un tributo ai viandanti che dovessero valicarli.
Il timore dei predoni islamici si diffuse talmente nell'immaginario collettivo delle popolazioni della Provenza, della Liguria e del Piemonte, da generare numerose leggende tuttora tramandate oralmente: i Saraceni, scendendo nella notte nei villaggi, rapivano i bambini per portarli nei loro rifugi, massacrando gli uomini e violentando le donne. Il "Planctum Pedonae", in un linguaggio misto di latino e di espressioni popolari, racconta la desolazione e la devastazione dei paesaggi delle contrade di Provenza, Piemonte e Liguria attraversate dalle scorribande saracene del decimo secolo.
Il Chronicon Novaliciense narra l'abbandono dei monaci della Novalesa (rifugiatisi a Torino) di fronte all'avanzata dei saraceni paragonando quest'ultima all'invasione di un fiume in piena.

### Il controllo delle Alpi
Nel corso del IX secolo la posizione dei saraceni in Provenza, Piemonte e Liguria si andò rafforzando, e le enormi ricchezze da essi raccolte, unite alla loro potenza ormai incontrastabile, fecero sì che anche molti avventurieri italiani e francesi si unissero spontaneamente a loro, oppure organizzassero bande autonome per sfruttare la situazione di caos in cui le regioni erano precipitate.
A rafforzare i Saraceni e a dar loro il controllo dell'area alpina furono anche i giochi di potere della nobiltà locale. Nel 940, infatti, Ugo d'Arles organizzò una prima spedizione per tentar di riconquistare Provenza e Piemonte e distruggere la base di Frassineto, in accordo con l'imperatore bizantino Romano Lecapeno.
Nel 942 vi fu dunque un attacco congiunto provenzale-bizantino alla roccaforte saracena: i provenzali avanzarono da terra e dal mare la flotta bizantina effettuò un blocco al golfo. Tuttavia, dopo i primi successi, il destino dell'operazione si capovolse, poiché dall'Italia giunse la notizia che Berengario d'Ivrea, rivale di Ugo d'Arles, stava assoldando mercenari in Germania e Svizzera per cingere la corona italiana.
I nuovi avvenimenti mutarono completamente l'atteggiamento di Ugo, che rimandò in patria la flotta greca e concluse un accordo coi saraceni, grazie al quale essi sarebbero stati liberi di restare al Frassineto a patto di occupare anche la zona delle Alpi Pennine, allo scopo di sbarrare il passo a Berengario qualora avesse tentato di scendere in Italia dalla Svizzera.
I musulmani, dunque, anziché essere sconfitti furono rafforzati dalla nuova situazione politica, e continuarono a spadroneggiare, specialmente nel territorio italiano: poterono insediarsi lungo le principali vie di comunicazione delle Alpi Marittime, Cozie, Graie e dell'Appennino ligure-piemontese rapendo o uccidendo i viandanti diretti a Roma, o più spesso, imponendo loro un tributo, divenuto dopo qualche anno pressoché ufficiale, come testimonia Frodoardo negli "Annales Rhemenses". E nel 970 l'imperatore Ottone I, passando per l'alto Monferrato, descrisse così lo stato dell'area piemontese: "attraversammo i luoghi deserti delle Langhe, e li lasciammo, senza richiedere alcun tributo".
Ugo d'Arles, a causa della sua condotta, passò alla storia come "il Re Traditore" ; tuttavia la sua decisione di utilizzare i saraceni come forza terrestre dimostra che i mori non erano solo degli imbattibili corsari e degli invincibili combattenti navali, ma costituivano anche un'abilissima fanteria di montagna, giustificando l'affermazione di Eccherardo, secondo cui "è nella natura dei saraceni essere molto valorosi fra le montagne".
Soltanto nell'anno 979 Guglielmo d'Arles, con una vasta compagine di feudatari locali, riuscì ad avviare una crociata contro tutti i luoghi occupati dai Mori. Dopo molte battaglie, anche il Frassineto fu espugnato e, a tradimento, fu presa la rocca de "La Garde Freinet". La cacciata dei saraceni si concluse nell'anno 980; Guglielmo assegnò quelle terre ad uno dei suoi più valorosi guerrieri e fedele collaboratore: Gibellino di Grimaldi, probabile capostipite del ramo Grimaldi (attuali sovrani del Principato di Monaco).

### Gli attacchi al Lazio, all'Umbria e alle Marche
Nell'anno 813 gli Arabi attaccarono la costa romana, assalendo e distruggendo Centumcellae, l'odierna Civitavecchia. Il ducato di Napoli portò per primo truppe arruolate fra i saraceni sull'Italia peninsulare, quando nell'836 il duca Andrea II li assunse come mercenari durante la sua guerra contro Sicardo, principe di Benevento. Sicardo reagì ingaggiando egli stesso mercenari saraceni e l'uso divenne ben presto una diffusa consuetudine.
Nell'anno 840 i musulmani depredarono e distrussero il cenobio di Subiaco. Nell'845 invece occuparono Capo Miseno e Ponza creando avamposti per le operazioni militari. Nello stesso anno depredarono Brindisi e occuparono Taranto che fu liberata solo nell'880 dall'imperatore Basilio I il Macedone.
Nell'846, una flotta saracena pone sotto assedio Gaeta; gli assedianti si stabiliscono in località ad duos leones presso l'attuale Ausonia, prendendo il controllo delle vie di comunicazione verso sud.
Il giorno 28 agosto dell'846 navi saracene giunsero alla foce del Tevere. Due settimane prima, Adalberto I di Toscana, capito che si stava preparando un attacco verso Roma dalle coste sarde, avvertì papa Sergio II, ma il tempo era insufficiente per evitare un assedio.
Tre colonne saracene avanzarono verso Roma da terra dopo aver occupato Centumcellae, Portus e Ostia. Gli assalitori non riuscirono a penetrare nelle mura aureliane, ma devastarono e depredarono tutto ciò che vi si trovava fuori comprese le basiliche di San Pietro e San Paolo (questo evento indusse pochi anni dopo Papa Leone IV a far edificare le mura leonine a protezione del Colle Vaticano). In San Pietro si trovava una guarnigione di difesa composta da Franchi, Longobardi, Sassoni e Frisoni che oppose resistenza fino a venire completamente sterminata.
Guido I di Spoleto riuscì a sconfiggere presso Centumcellae e Fondi i saraceni che saccheggiavano il Lazio dopo essersi ritirati da Roma. Nello scontro successivo presso Gaeta, incontrò difficoltà, ma giunsero in soccorso truppe inviate da Sergio I di Napoli e condotte dal figlio Cesario. A novembre la flotta araba presso le coste laziali fu pesantemente danneggiata da una tempesta. Due anni dopo fu saccheggiata ed incendiata Ossaro e poi Ancona, traendone molti abitanti da vendere sul mercato degli schiavi. In questa occasione l'Arco di Traiano fu privato delle statue e degli ornamenti bronzei.
Papa Leone IV, a seguito di questi eventi, si dedicò all'edificazione delle cosiddette mura leonine a difesa di San Pietro.
Nell'anno 849 venne appurato che si stava allestendo una nuova flotta araba che dalle coste sarde avrebbe attaccato Roma. In questa occasione Gaeta, Napoli e Amalfi misero a disposizione una flotta che si posizionò tra Ostia ed il Tevere. Condotta da Cesario, andò all'attacco appena vide i nemici all'orizzonte e li sbaragliò, facendo molti prigionieri. Durante questa che viene definita battaglia di Ostia - ritratta da Raffaello nelle "Stanze Vaticane" - molte navi musulmane colarono a picco, anche a causa di un imprevisto maltempo che le avrebbe colte mentre affannosamente si ritiravano.
Gli attacchi comunque continuarono: nell'anno 856 fu distrutta Canosa e nell'861 fu occupata Ascoli. Nell'868 giunge a Gaeta da Palermo una flotta che, non riuscendo a porre un assedio, si accontenta di saccheggiare il territorio. Nell'872 venne assediata Salerno, che venne liberata dall'intervento di Ludovico II il Giovane. Dopo la morte di quest'ultimo, i Carolingi si disinteressarono del sud Italia, mentre i Bizantini si mostrarono più decisi a riprendersi i loro possedimenti.
Nuovamente nell'876 gli Arabi iniziarono un'opera di saccheggio e devastazione nei territori romani. Papa Giovanni VIII però aveva armato nel frattempo una flotta che condusse vittoriosamente nella battaglia del Circeo. Furono prese 18 navi nemiche e liberati più di 500 cristiani che erano stati fatti schiavi. L'esito positivo della battaglia non fermò però la campagna di occupazione intorno a Roma: in questi anni venne nuovamente devastata Subiaco e vennero occupate città della Tuscia e del Lazio, nonché dell'Umbria e della Sabina più vicine a Roma.

### Ilribāṭpresso la foce del Garigliano
Nell'881 Atanasio II di Napoli ingaggiò una guarnigione saracena e le concesse di stabilirsi nei pressi di Paestum, ad Agropoli per la sua politica anti-papale e anti-bizantina. Grazie al tradimento della servitù dei monaci, questi saraceni depredarono e bruciarono l'Abbazia di San Vincenzo al Volturno.
Nell'880 o 881, papa Giovanni VIII, fautore di una vigorosa politica anti-saracena, revocò la sua concessione del Traetto, patrimonium della Chiesa, a Docibile I di Gaeta e la diede a Pandenolfo di Capua. Pandenolfo però, forte del nuovo territorio, lanciò attacchi verso i territori del Ducato di Gaeta; per ritorsione, Docibile scatenò contro il territorio papale di Fondi truppe saracene provenienti da Agropoli, lasciandole stabilire nei pressi di Itri. Il papa accettò così di restituire Traetto a Docibile. La sigla di questo accordo scatenò un attacco saraceno a Gaeta stessa, in cui molti Gaetani furono uccisi o fatti schiavi. Dopo un accordo di pace, i Saraceni eressero un insediamento fortificato, ribāṭ, sulla foce del fiume Garigliano nel patrimonium traiectum.
I saraceni da tale campo base, divennero un'affliggente spina nel fianco per il Papato, per la Terra di San Benedetto, per Gaeta e Capua. Nell'883, i Saraceni del ribāṭ, che facevano terra bruciata nei villaggi e distruggevano le cellae monastiche, distrussero le città di Traetto, Eulogimenopoli e Montecassino; qui fu ucciso lo stesso abate Bertario e i monaci dovettero abbandonare per lungo tempo l'Abbazia. Nell'anno 890 i saraceni assediarono per sei mesi l'Abbazia di Farfa, l'espugnarono e vi posero un nuovo campo-base.
Avendo occupato tutte le vie di accesso a Roma, i saraceni assaltavano e taglieggiavano i pellegrini diretti alla città santa.
Il papa Giovanni X si adoperò per riunire i nobili cristiani in una lega, con l'intento di scacciare i Saraceni dalla loro roccaforte. I primi tentativi fallirono, nel 903 e nel 908, forse a causa del mancato apporto di importanti feudi come Gaeta e Napoli; intanto con le razzie ed i saccheggi la colonia cresceva.
Nel 915 si costituì finalmente una lega cristiana, formata dal papa e da principi del Sud Italia, sia longobardi sia bizantini, come Atenolfo II di Benevento e suo fratello Landolfo I, Guaimario II di Salerno, Gregorio IV di Napoli e suo figlio Giovanni, Giovanni I di Gaeta e suo figlio Docibile II.
Il marchese del Friuli Berengario, a quel tempo Re d'Italia, inviò delle forze di supporto da Spoleto e dalle Marche, guidate da Alberico I, duca di Spoleto e Camerino. Anche l'imperatrice bizantina Zoe (vedova di Leone VI) si adoperò diplomaticamente e contribuì inviando un forte contingente dalla Calabria e dalla Puglia sotto lo strategos di Bari Niccolò Picingli. Giovanni X in persona assunse la guida delle sue truppe provenienti dal Lazio e dalla Tuscia.
Le prime azioni di guerra avvennero nel Lazio settentrionale, dove una piccola squadra di saccheggiatori fu intercettata e distrutta. I cristiani ottennero una serie di vittorie come a Campo Baccano, sulla Via Cassia, e presso Tivoli e Vicovaro. Dopo queste sconfitte i musulmani che occupavano Narni e Ciculi si ritirarono nella roccaforte principale sul Garigliano, che fu posta sotto assedio nel giugno 915.
La battaglia del Garigliano ebbe esito positivo per la lega, i saraceni furono espulsi dal Lazio e dalla Campania, anche se scorrerie navali continuarono per oltre un secolo.

### L'Emirato di Bari (847-871)

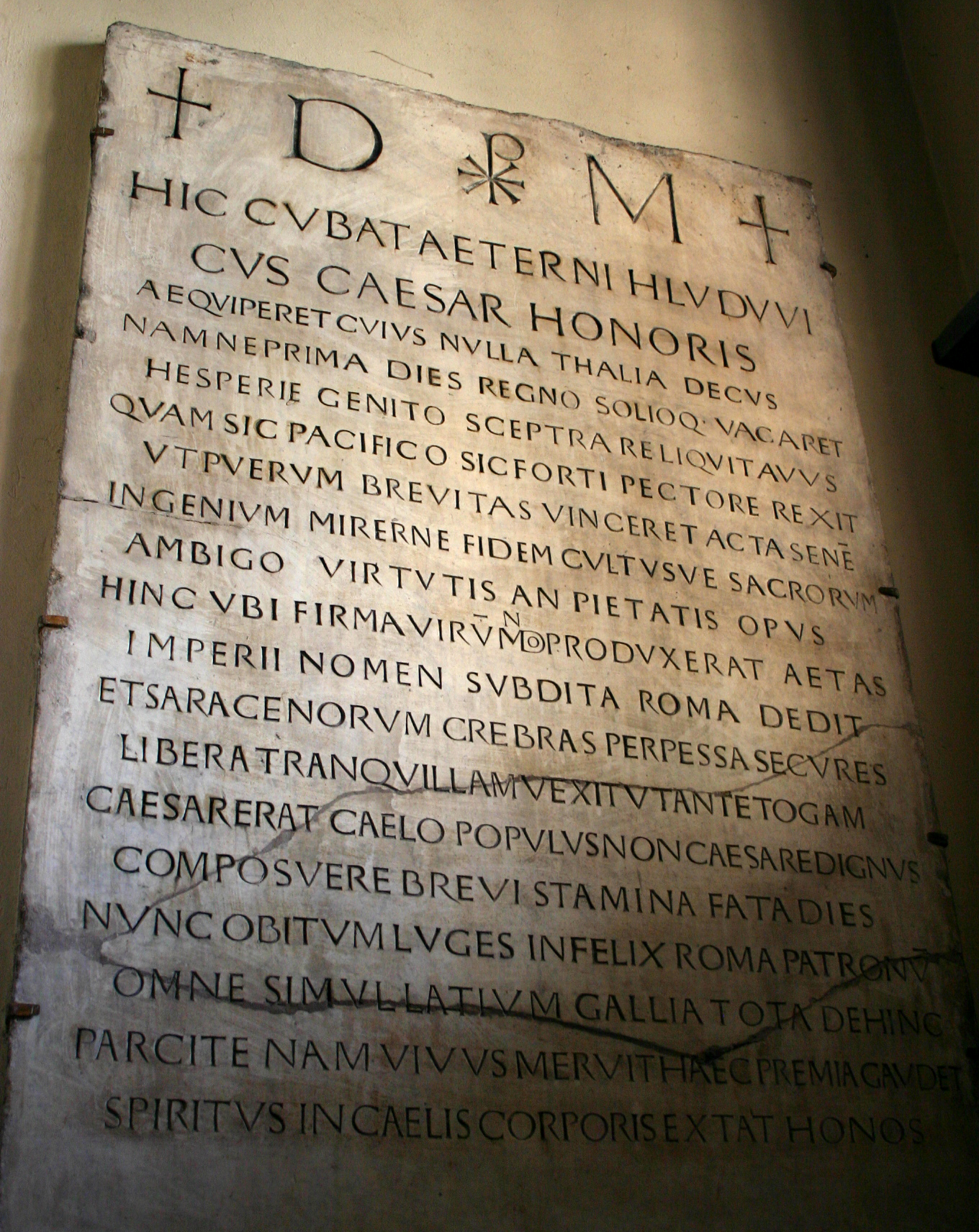
Lastra tombale di Ludovico II su cui si menziona il suo impegno contro i saraceni. (Milano - Sant'Ambrogio).

Bari, nel giro di pochi decenni, si ritrovò ad essere in successione gastaldato longobardo, emirato arabo e, infine capitale della provincia bizantina d'Italia. Un primo insediamento saraceno in Apulia si era già stabilito a Taranto nell'840, utilizzata come base per scorrerie. Nell'841 Radelchi I di Benevento ingaggiò dei mercenari saraceni nella guerra civile contro Siconolfo di Salerno. Alle scorrerie dei soldati musulmani, che saccheggiarono la città di Capua e costrinsero Landolfo il Vecchio a fondare una nuova capitale nei pressi della collina di Triflisco, rispose Siconolfo, che pagò a sua volta truppe di mercenari saraceni per contrastare le offensive di Radelchi. Gli arabi approfittarono della situazione per saccheggiare e creare un loro potentato.
La città longobarda di Bari, anche grazie all'appoggio di Sergio I di Napoli, venne occupata da un esercito musulmano nell'847. Per circa 25 anni divenne la capitale di un piccolo Stato islamico indipendente con un emiro, palazzi ufficiali e una moschea.
Il primo sovrano musulmano di Bari è stato Khalfun (847-852), un comandante berbero probabilmente giunto dalla Sicilia. Dopo la sua morte nell'852, gli succedette Mufarrag ibn Sallam, che rafforzò la conquista musulmana e ampliò i suoi confini. Egli chiese anche di essere riconosciuto ufficialmente come un wali, ovvero un prefetto provinciale, al governatore dell'Egitto per conto del califfo di Baghdad al-Mutawakkil.
Il terzo e ultimo emiro di Bari fu Sawdān, che salì al potere circa nell'857 dopo l'uccisione del suo predecessore. Sawdān occupò le terre del Ducato longobardo di Benevento, costringendo il duca Adelchi a pagargli un tributo. Nell'860 ottenne un ingente tributo anche dal monastero di San Vincenzo al Volturno per evitare il saccheggio. Nell'864 ottenne l'investitura ufficiale richiesta da Mufarrag.
Bari fu riconquistata da un esercito bizantino e franco-longobardo guidato dall'imperatore del Sacro Romano Impero Ludovico II nell'871. Liberata, la città ritornò dominio longobardo, per poi passare nell'876 all'imperatore bizantino Basilio I il Macedone.
Restava dunque il porto saraceno di Taranto, dal quale si snodava un ricchissimo commercio di schiavi. Furono i bizantini a recuperare Taranto, su richiesta dei baresi (876). Le scorrerie saracene nell'Adriatico non si conclusero tuttavia con la riconquista di Taranto, anzi proprio in quegli anni i musulmani completavano la conquista della Sicilia dai porti della quale ora partivano molte scorrerie. Grave episodio fu il nuovo sacco di Oria e Taranto avvenuto nel 925/926, in quell'occasione fu catturata la famiglia del noto studioso ebraico oritano Shabbetai Donnolo.
Dal punto di vista culturale e urbanistico, il ventennio da capitale di un emirato, non ha avuto grande incidenza sulla città: nulla è conservato della Bari musulmana essendo stata rasa al suolo nel 1156 da Guglielmo il Malo.

## La minaccia turco-barbaresca
Di pari passo alla nascita e alla crescita della potenza ottomana, iniziarono e crebbero gli attacchi Turchi alle coste italiane. L'espansione turca, esaltata dalla conquista di Costantinopoli (1453), era proseguita in modo apparentemente inarrestabile, assoggettando con Selim Yavuz Siria, Arabia, Egitto e Maghreb, spingendosi poi in Europa con la conquista di Belgrado, Rodi e Ungheria, arrivando persino ad assediare Vienna. La guerra di corsa era una fonte di approvvigionamento di risorse economiche e di forza lavoro per la flotta ottomana nell'ottica dell'espansionismo, nonché di schiavi. Figure di spicco della guerra di corsa ottomana furono Khayr al-Din Barbarossa e Turghud Alì, detto anche Dragut, ossia La spada vendicatrice dell'Islam.
Nel 1480 i turchi sbarcarono ad Otranto e, dopo la presa della città, sterminarono l'intera popolazione cristiana.
Ariadeno Barbarossa, in seguito qapudàn della flotta ottomana, bey di Algeri e di Tlemcen, di origini cristiane come molti ammiragli ottomani, conquista al volgere del XVI secolo l'isola di Gerba trasformandola in base per le sue spedizioni, alleandosi poi con il suo sovrano hafside Abū ʿAbd Allāh Muḥammad. Fra i saccheggi si ricordano quelli delle zone di Diano Marina, di Reggio Calabria (1512), di Lipari e di Tindari. Nel 1513 venne attaccato dalla flotta della Repubblica di Genova nel porto di Tunisi: sconfitto, fu costretto a rinchiudersi entro le mura della città, perdendo il forte di La Goletta e diverse galeotte. Nel 1526, attaccò nuovamente Reggio Calabria subendo però lo scacco da parte dei reggini. Si rivolse allora contro Messina e, superato il Faro di Messina, attaccò la fortezza sul porto. In cerca di altri bottini risalì la penisola italiana, ma davanti a Piombino venne affrontato e costretto alla fuga da Andrea Doria, alla guida di una flotta composta da navi pontificie e da alcune galee dei Cavalieri di Malta. Barbarossa divenne dopo il 1533 l'indiscusso ammiraglio della flotta ottomana. Nel 1534 attacca e saccheggia il territorio di Fondi, mentre già da settimane andava depredando le coste meridionali della penisola, effettuando rapidi sbarchi dalle sue navi. La tradizione vuole che abbia cercato di rapire Giulia Gonzaga per consegnarla in "dono" al sultano Solimano il Magnifico, ma ella riuscì a sfuggire. Nel 1538 affrontò nuovamente Andrea Doria nella battaglia di Prevesa, battendolo e catturando alcune galee genovesi. Nel 1543 partecipò, alleato dei francesi, all'assedio di Nizza che venne espugnata e saccheggiata, l'anno seguente si fermò a Sanremo. Nel 1544 furono deportati 4 000 abitanti di Ischia e 9000 di Lipari (quasi l'intera popolazione).

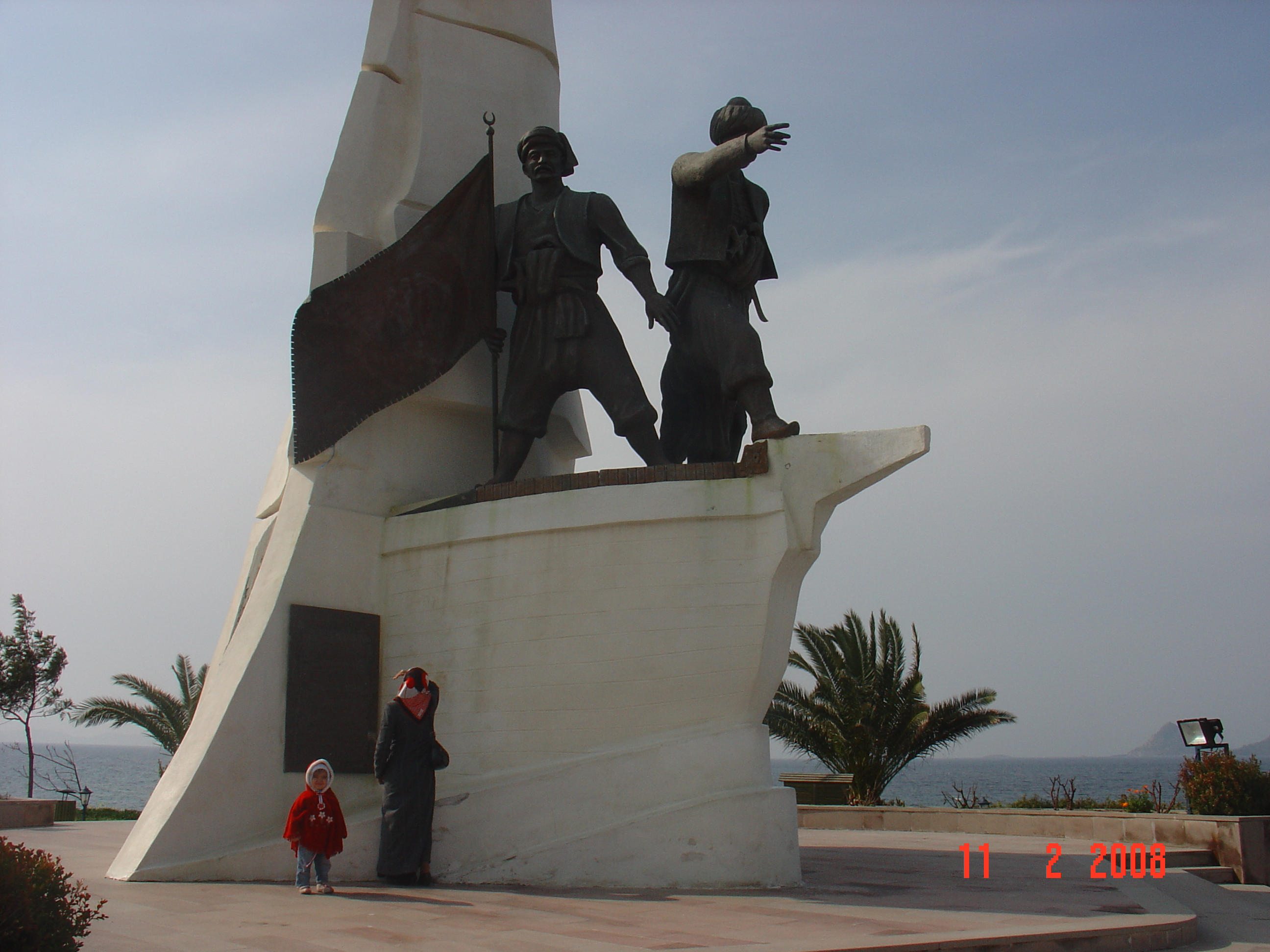
Il monumento a Turgut Reis nella sua natia Bodrum.

Dragut, bey di Algeri, signore di Tripoli e di al-Mahdiyya, fu qapudàn ottomano, successore del Barbarossa. È ricordato anche per essere stato uno dei pochi ammiragli di origini turche della flotta ottomana. Prese parte alla battaglia navale di Prevesa al fianco di Barbarossa. Nel 1540 nella baia della Girolata in Corsica, di ritorno da una scorreria a Capraia, fu accerchiato e sconfitto con tutta la flotta da Giannettino Doria. Fu consegnato ad Andrea Doria, che lo fece incatenare come galeotto ai remi della sua nave ammiraglia per quattro anni. Fu venduto come schiavo e liberato pochi anni dopo (probabilmente dietro il pagamento di un ingente riscatto elargito dal Barbarossa in persona). Continuò a imperversare nelle coste del Mediterraneo. Nel 1544, quando Khayr al-Din Barbarossa si ritirò, lasciò a lui il comando della flotta ottomana. Dagli ottomani fu allora chiamato Spada vendicatrice dell'Islam, per la spietatezza delle sue azioni.
Il 25 luglio 1546 Dragut sbarcò a Laigueglia e cattura tutti gli abitanti. Successivamente gli stessi vengono liberati dal capitano Berno che riesce ad impadronirsi della nave corsara sulla quale viaggiavano i laiguegliesi rapiti. Il 4 luglio 1549 assediò Rapallo in Liguria, depredando la città e le chiese di oggetti sacri religiosi. Dopo tre giorni il corsaro ripartì dal borgo ruentino, portando via come schiave più di cento fanciulle rapallesi.
Nel luglio 1551, Dragut assalì le isole maltesi, e dopo un assedio al castello di Gozo di tre giorni portò via circa 5000 degli abitanti come schiavi. Tra il 1552 ed il 1553 la sua azione sul Tirreno fu particolarmente intensa con rapimenti e saccheggi lampo; si ricorda quello di Scauri con il rapimento di 200 persone. Nel luglio 1553, Dragut si accostò a Cosmopoli ma fu respinto con molte perdite. Ad analogo insuccesso andò incontro nell'assedio di Piombino. Nel luglio del 1554 assediò per una settimana circa la città di Vieste incendiandola e devastandola. Decapitò circa 5 000 persone sulla roccia ai piedi della Cattedrale e ne deportò 7000. Il 2 luglio 1555 assediò la cittadina di Paola (Italia), la saccheggiò ed incendiò, fece strage tra la popolazione arrivando a depredare anche il Convento dei frati Minimi, fondato da San Francesco di Paola. Deportò giovani e donne da destinare al mercato degli schiavi. Nel 1564 lanciò ripetuti assalti e saccheggi al borgo di Civezza, nell'attuale provincia di Imperia. Nel 1565 Dragut morì durante il suo assedio al forte di Sant'Elmo a Malta.

### Lepanto
La battaglia di Lepanto (7 ottobre 1571) segnò un punto di svolta importante negli equilibri militari nell'area del Mediterraneo. La disfatta di Lepanto rappresentò la prima significativa inversione di tendenza, ed impedì ai Turchi un'ulteriore espansione nel settore occidentale del Mediterraneo. Tradizionalmente si pensa che questo scontro abbia segnato l'inizio della parabola discendente nella storia dell'impero turco-ottomano: in realtà più di un secolo dopo i Turchi erano ancora una volta giunti in forze sotto le mura di Vienna, mentre Venezia dovette combattere altre lunghe guerre con l'Impero ottomano.
La battaglia di Lepanto fu combattuta tra le flotte dell'Impero ottomano e della cristiana Lega Santa che riuniva forze navali di Venezia, della Spagna, di Roma, di Genova, dei Cavalieri di Malta e del Ducato di Savoia. La scarsa coesione tra i vincitori impedì alle forze alleate di sfruttare appieno la loro vittoria e ottenere una supremazia duratura. Gli attacchi alle coste italiane continuarono ugualmente da parte dei corsari barbareschi: dopo Lepanto fu chiaro che la flotta turca non era invincibile, mentre la Spagna, pur vittoriosa, era troppo impegnata a reprimere la rivolta dei Paesi Bassi spagnoli, e quindi le reggenze barbaresche "rialzarono la testa", guadagnando spazi d'autonomia, o dedicandosi alla pirateria, anche contro gli interessi del Sultano. Gli stessi ottomani continuarono a battere le coste italiane: un convertito che arrivò addirittura alla carica di Gran Vizir, Sinan Pascia, nome di battesimo Scipione Cicala di origini genovesi, viene posto a capo anche di una flotta corsara che, nel 1594-1595, compie numerose e violente incursioni nell'Italia meridionale, particolarmente in Calabria; Soverato, Cirò Marina e la stessa Reggio vengono messe a ferro e fuoco, e ancora adesso è nota la strofa popolare su di lui: